# Orthographia Bohemica

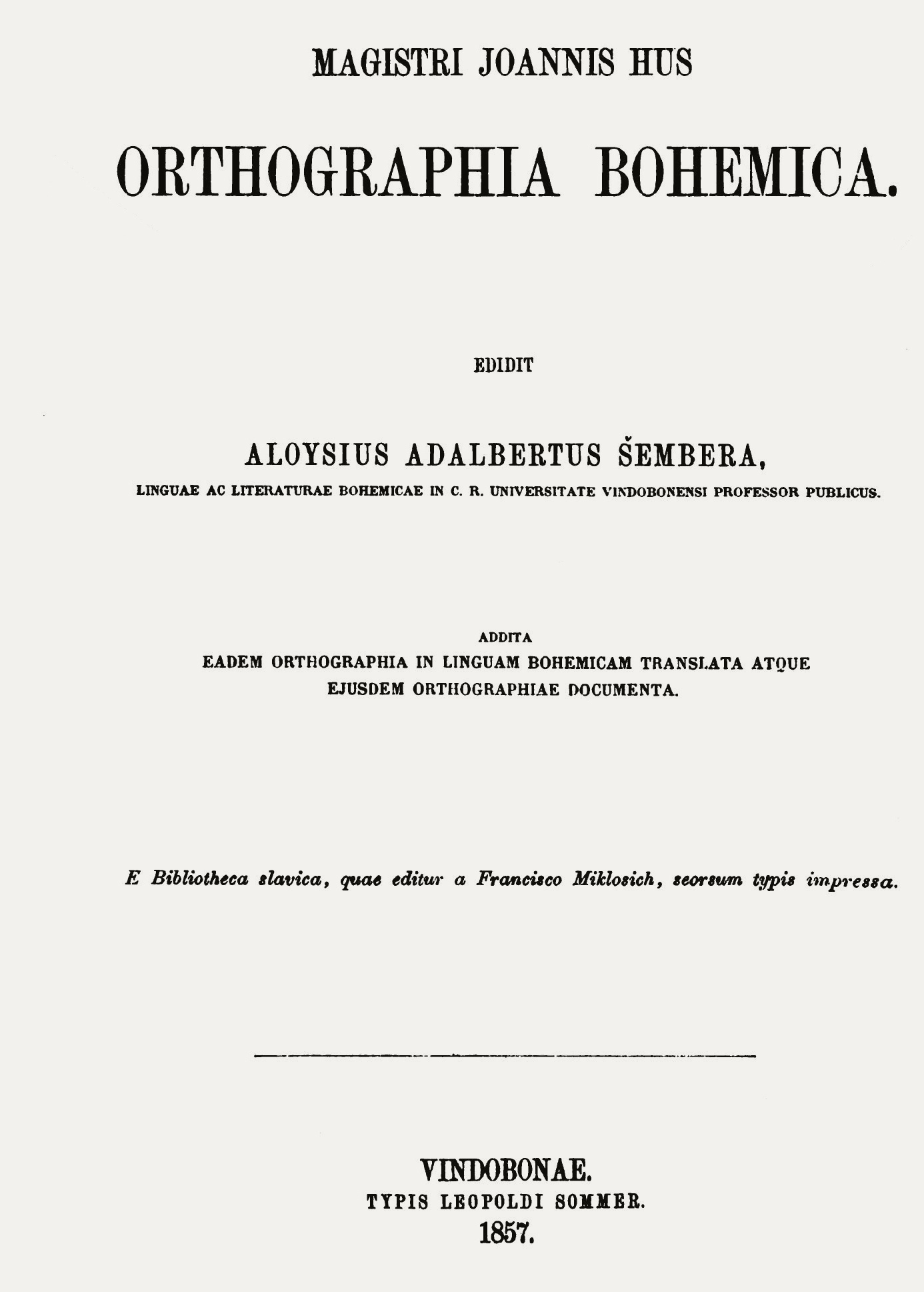
Ausgabe von Alois Šembera, 1857

Orthographia Bohemica (deutsch: Böhmische (d. h. tschechische) Rechtschreibung) ist eine anonym erstellte lateinische Schrift vom Anfang des 15. Jahrhunderts, in der für die Tschechische Sprache erstmals eine diakritische Schreibweise vorgeschlagen wird. Als möglicher Autor gilt der tschechische Reformator Jan Hus. Die Schrift hat eine große Bedeutung für die Geschichte der Slawischen Philologie.

## Autor und Datierung
Der Autor und die Entstehungszeit der Schrift sind nicht bekannt. Als Autor wird allgemein der böhmische Reformator Jan Hus angenommen, das Datum wird mit 1406 oder 1412 angegeben. Beide Angaben fußen auf historischen und philologischen Analysen, die Quellen beinhalten diese Angaben nicht. Forscher, die an Hus’ Autorschaft zweifeln, legen die Entstehungszeit in die 1430er Jahre.

## Entdeckung und Veröffentlichung

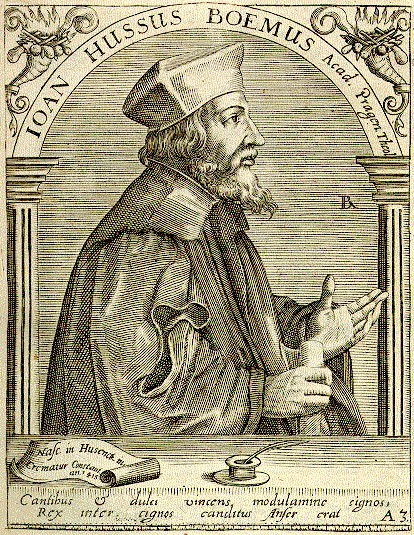
Jan Hus gilt als Autor der Schrift

Der tschechische Historiker František Palacký entdeckte das Manuskript im Jahr 1826 in einem Archiv im Schloss Třeboň im südböhmischen Třeboň (Wittingau); er bezeichnete Jan Hus als Autor. Diesen Fund machte er ein Jahr später in der ersten Ausgabe seiner neu gegründeten Zeitschrift Časopis společnosti vlastenského Museum v Čechách („Zeitschrift der Gesellschaft des vaterländischen Museums in Böhmen“) bekannt.
Erst 30 Jahre später fertigte Palacký eine Abschrift des Manuskriptes an. Diese schickte er zur Veröffentlichung an Alois Šembera, Professor für Tschechische Sprache an der Universität Wien. Šembera publizierte den lateinischen Text 1857 zusammen mit einer tschechischen Übersetzung in der Slawischen Bibliothek in Wien.
Ein Jahr später gab Václav Flajšhans im fünften Band von Mistra Jana Husi sebraných spisů („Gesammelte Werke von Magister Jan Hus“) in Prag eine tschechische Übersetzung mit einem kurzen Vorwort heraus. Es ist bis heute die letzte tschechische Übersetzung. Der lateinische Text erschien noch zweimal: zuerst die unveränderte Šembera-Edition in einer Neuausgabe der Slawischen Bibliothek in Amsterdam 1965, und dann eine neue Edition zusammen mit einer kommentierten deutschen Übersetzung von J. Schröpfer in Wiesbaden 1968.
Der lateinische Text von Šembera hat die Abschrift von Palacký zu Grundlage, die Ausgabe von Schröpfer basiert auf der Wittingauer Handschrift. Beide Ausgaben sind nicht fehlerlos.

## Inhalt

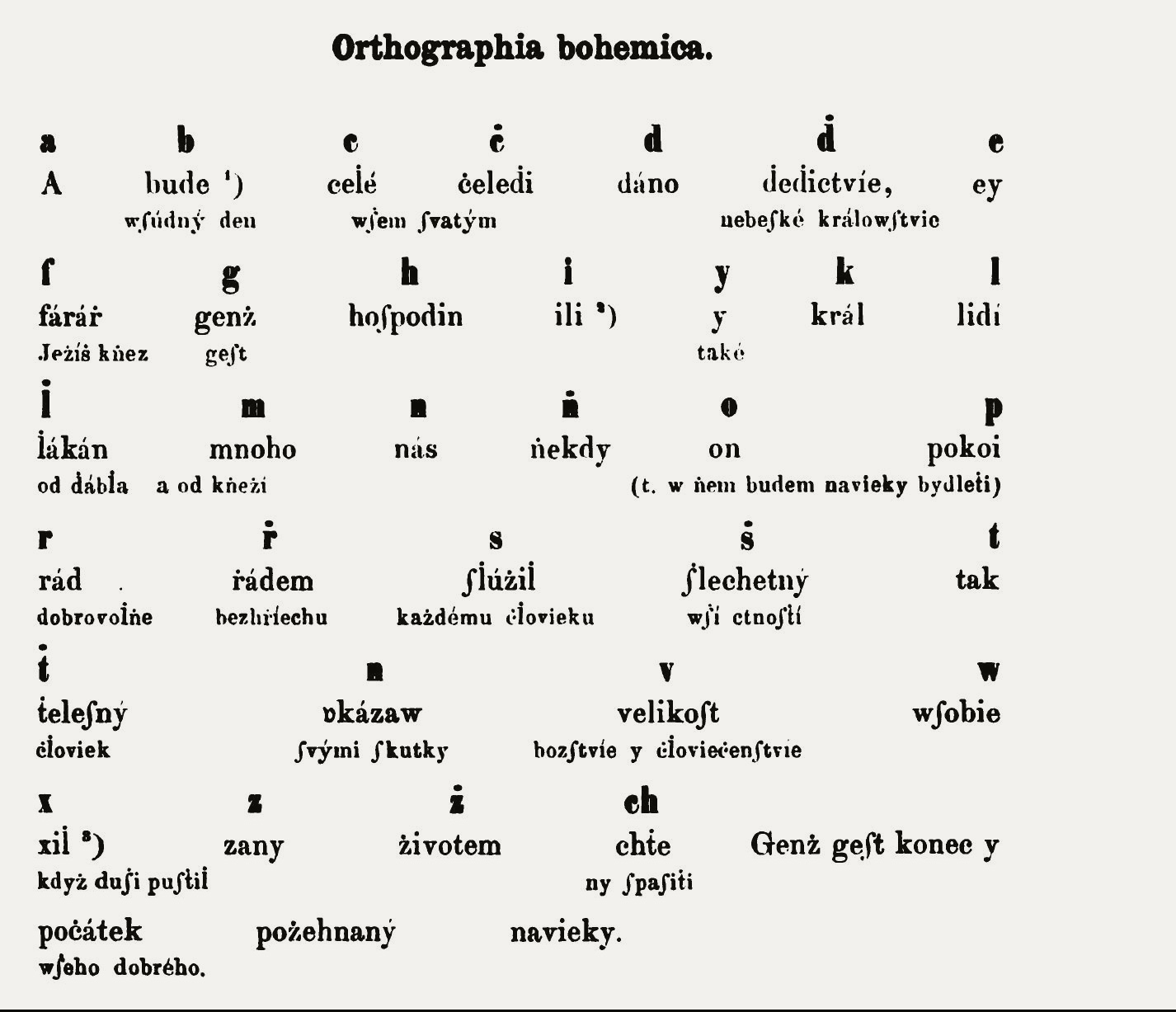
Das Abecedarium aus Orthographia Bohemica in der Ausgabe von Alois Šembera, 1857

Der Autor möchte die tschechische Schreibweise vereinfachen und vereinheitlichen, damit die Sprache „deutlicher und einfacher“ gelesen und geschrieben werden kann. Anstatt der Verwendung von Digraphen und Trigraphen – wo ein Laut mit mehreren Buchstaben dargestellt wird – schlägt er die Verwendung von diakritischen Zeichen vor. Nach dem Prinzip „ein Laut – ein Buchstabe“ soll jeder Laut mit nur einem einzigen Buchstaben dargestellt werden, verwandte Laute sollen durch zusätzliche diakritische Zeichen unterschieden werden. Nur im Fall von „ch“ weicht er von diesem Prinzip ab.
In der Einleitung sagt er:

„Da das lateinische Alphabet für die Schreibung der tschechischen Sprache nicht ausreichen kann, weil die tschechisch Schreibenden uneins sind, falsch buchstabieren und sich so das richtige Aussprechen beim Lesen erschweren, habe ich den, wie mir scheint, nützlichen Entschluss gefasst, das lateinische Alphabet zum Zwecke der Schreibung des Tschechischen etwas zu verkürzen, seine Mängel auszufüllen und die verschiedenen Werte der Schriftzeichen festzulegen; deshalb wird das Alphabet zuerst in seinen Schriftzeichen angeführt und dann erst mit Worten als Beispielen erläutert. Eines solchen Alphabetes würden wir Tschechen nicht bedürfen, wenn wir eigene Schriftzeichen hätten, die unserer Sprache angepasst sind.“

Der Schrift vorangestellt ist ein Abecedarium, das alle vom Verfasser geforderten Buchstaben enthält. Jedem Buchstaben ist ein Beispielwort beigefügt, diese Wörter hintereinander ergeben Merksätze zu einer besseren Einprägung des Alphabets.
Die wichtigsten vorgeschlagenen Änderungen können wie folgt zusammengefasst werden:
- Einfache lateinische Buchstaben (auch das lateinische Digraph „ch“) sollen für die Schreibung derjenigen tschechischen Laute verwendet werden, die im Lateinischen so klingen wie die entsprechende Laute im mittelalterlichen Tschechisch. Den einzigen Unterschied macht der Autor bei „c“. Dieser Buchstabe soll ausschließlich für den Laut „ts“ verwendet werden [ausgesprochen wie z. B. deutsch in „Zaun“ oder „Katze“], nie für den Laut „k“ [ausgesprochen wie z. B. deutsch in „Korb“].
- Tschechische Konsonanten, die keine Entsprechung in Latein haben, sollen mit verwandten lateinischen Buchstaben mit einem Punkt (lateinisch punctus rotundus) darüber geschrieben werden: ċ, ḋ, l̇, ṅ, ṙ, ṡ, ṫ und ż. Die tschechische Sprache hatte zu der Zeit zusätzlich zu Latein sieben weiche Konsonanten und das harte „l“.[4][5] So soll der punctus rotundus über c, d, n, r, s, t, z die weiche Aussprache bezeichnen, der punctus rotundus über „l“ die harte Aussprache. Ohne das diakritische Zeichen sollen die Buchstaben so wie in Latein ausgesprochen werden.[p 2]
- Lange Vokale (die Latein zwar hat, aber nicht mit diakritischen Zeichen bezeichnet) sollen laut Orthographia Bohemica mit dem verwandten kurzen Vokal mit einem Strich (Akut) darüber geschrieben werden (lateinisch gracilis virgula). Das sind: á, é, í, ó, ú, ý.[p 3]

Ein Vergleich mit den bis dahin verwendeten Schreibweisen zeigt die überragende Bedeutung dieser Rechtschreibreform. Für den tschechischen Konsonanten ř z. B. wurden laut der Historischen Grammatik des Tschechischen („Historická mluvnice jazyka českého“) von Jan Gebauer in verschiedenen Handschriften folgende Schreibweisen verwendet: rz, rrz, rs, rzs, rzss, zr, sr, rzs, rzz. Das Wort čas (in heutiger Schreibweise), deutsch ausgesprochen etwa wie „tschas“, im Deutschen „Zeit“, konnte als: chzazz, czas, czass oder czzas geschrieben werden. Lange Vokale wurden z. T. verdoppelt: das Wort komár (in heutiger Schreibweise), zu Deutsch „Mücke“, wurde z. B. „comaar“ geschrieben. In anderen Handschriften wurde die Länge der Vokale mit anderen Zeichen oder gar nicht bezeichnet. Man konnte auch nicht davon ausgehen, dass derselbe Schreiber immer dieselbe Schreibweise verwendete, die Schreibweise variierte z. T. sogar im selben Manuskript.

## Bedeutung und Einfluss

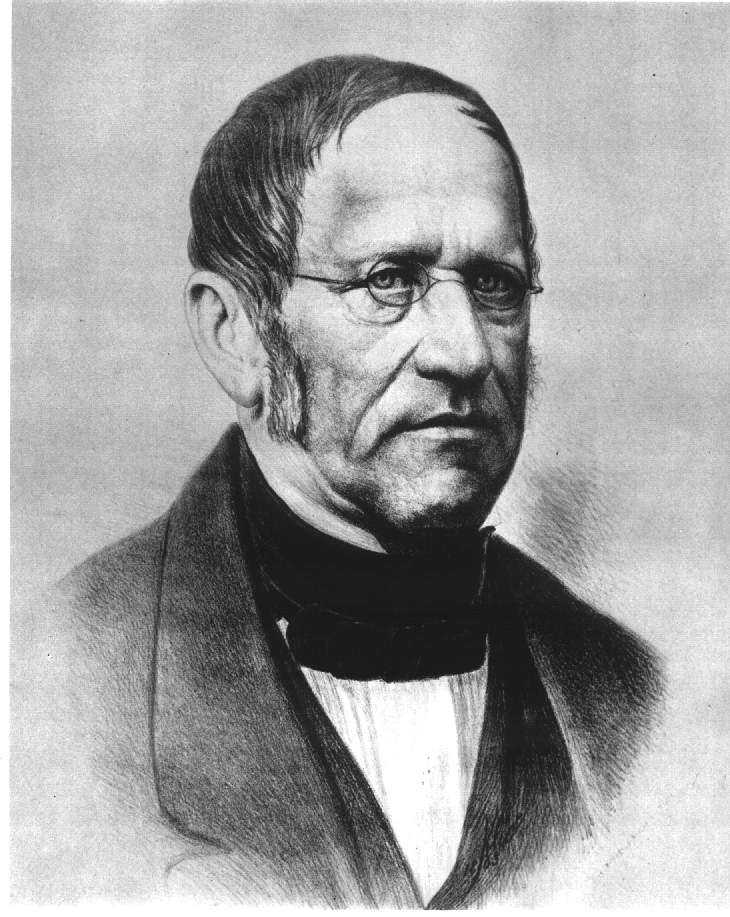
Der Historiker František Palacký, Entdecker des Manuskriptes

Orthographia Bohemica ist die erste bekannte Schrift, in der eine solche Rechtschreibreform für eine Slawische Sprache vorgeschlagen wird. Es ist bis heute unbekannt, woher Jan Hus, sollte er der Autor sein, Anregungen für sein Werk nahm. Seine gute Kenntnis der hebräischen, griechischen und glagolitischen Schriften wird eine Rolle gespielt haben. Glagolitisch wurde von Mönchen im Emmauskloster in Prag verwendet. Als Prediger und Lehrer hatte er auch eine gute Kenntnis der zeitgenössischen Sprache und Schreibweise. Die Bedeutung seiner Rechtschreibreform liegt in ihrer guten Anwendbarkeit und in der einfachen logischen Struktur seines Alphabets.
Die diakritische Rechtschreibung setzte sich nur sehr langsam durch. Die zunehmende Verbreitung kam erst mit dem Buchdruck und besonders nach dem Erscheinen der in Náměšť nad Oslavou gedruckten sogenannten Grammatik von Náměšť (Grammatyka česká v dvojí stránce, bzw. Grāmatyka Cžeſka w dwogij ſtránce), der ersten tschechischen Grammatik aus dem Jahr 1533. Bei den Schreibern setzte sich die Reform langsamer durch als in den gedruckten Büchern. Aber auch noch im 16. Jahrhundert ignorierten manche Buchdrucker oder Schreiber die Regeln der Orthographia Bohemica und verwendeten die alten Digraphen, z. B. „ss“ für das heutige „š“ [ausgesprochen wie z. B. deutsch in „Schuh“], die Schreibweise war aber zu der Zeit schon einheitlicher.

## Erhaltene Handschriften
Das ursprüngliche Manuskript von Orthographia Bohemica ist nicht erhalten. Die einzige vollständig erhaltene Abschrift, die „Wittingauer Handschrift“, stammt vom Wittingauer Mönch Oldřich Kříž von Třeboň; die er zweiten Hälfte des 15. Jahrhunderts geschrieben hatte. Diese Abschrift wurde von Palacký im Jahr 1826 entdeckt. Sie trägt keinen Titel, der Titel Orthographia Bohemica stammt von Palacký. Das Alter des ursprünglichen Manuskripts lässt sich nicht genau bestimmen. Am Ende der Wittingauer Handschrift steht „In die Leonardi“ (= 6. November), ohne Jahreszahl. Es kann sowohl das Datum der Originalschrift bedeuten, wie auch das Datum, an dem Kříž die Abschrift fertiggestellt hat.
Neben der Wittingauer Handschrift existieren noch Auszüge aus Orthographia Bohemica im Archiv des Prager Domkapitels, vom Abecedarium allein gibt es einige erhaltene Abschriften. Sowohl die Wittingauer Handschrift, wie auch die Handschrift des Prager Domkapitels enthalten grammatikalische und stilistische Fehler. Der ursprüngliche Autor von Orthographia Bohemica muss aber die lateinische Sprache fehlerlos beherrscht haben. Er hat die Unterschiede der lateinischen und der tschechischen Laute korrekt erfasst, er beschrieb die Aussprache der tschechischen Laute und er kannte auch die Eigenheiten anderer Sprachen. Deshalb wird angenommen, dass das Original sprachlich eine bessere Qualität hatte als die uns erhaltenen Abschriften. Eine kritische Edition und ein Vergleich aller erhaltenen Manuskripte stehen noch aus.